# Tsutomu Hata

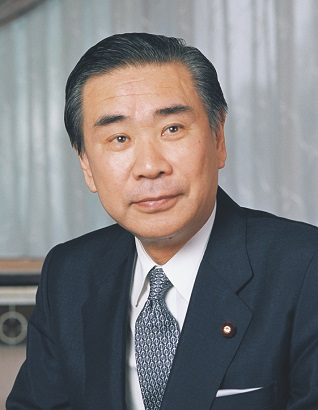
Tsutomu Hata (1994)

Tsutomu Hata (japanisch 羽田 孜 Hata Tsutomu; * 24. August 1935 in Ōta, Präfektur Tokio; † 28. August 2017 ebenda) war ein japanischer Politiker (Liberaldemokratische Partei: Tanaka-Faktion → Takeshita-Faktion → Hata-Ozawa-Faktion, Erneuerungspartei, Neue Fortschrittspartei, Taiyōtō, Minseitō, Demokratische Partei, Demokratische Fortschrittspartei). Von 1969 bis 2012 war er Abgeordneter im Shūgiin, dem Unterhaus, zuletzt für die Demokratische Partei, in der er mit der Hata-Gruppe eine eigene Faktion anführte. Vom 28. April 1994 bis zum 30. Juni 1994 amtierte er als 51. Premierminister Japans.
In den 1980er Jahren war er zu einem Führungspolitiker der LDP aufgestiegen und löste mit seinem Parteiaustritt 1993 deren erstmaligen Machtverlust mit aus.

## Leben
Hata wurde 1935 im Tokioter Bezirk Ōta als Sohn des Politikers Bushirō Hata geboren, der bereits vor dem Zweiten Weltkrieg für das Rikken Seiyūkai dem Reichstag angehört hatte und in der Nachkriegszeit Abgeordneter für die LDP (Ishii-Faktion) war. Nach seinem Wirtschaftsstudium an der Seijō-Universität arbeitete er zunächst zehn Jahre für das Busunternehmen Odakyū Bus, bevor er sich 1969 mit dem Rückzug seines Vaters der Politik zuwandte.
Hata konnte bei der Shūgiin-Wahl 1969 den Wahlkreis seines Vaters, den dreimandatigen Wahlkreis Nagano 2, für die LDP im ersten Anlauf mit dem höchsten Stimmenanteil gewinnen. Er wurde seither dreizehnmal wiedergewählt, seit 1996 im Einzelwahlkreis Nagano 3. Innerparteilich schloss er sich der 1972 formierten Tanaka-Faktion an, die die Partei in den 1970er-Jahren dominierte. Hata erhielt erste Kabinettsposten als parlamentarischer Staatssekretär (seimujikan) im Postministerium 1975/76 und im Landwirtschaftsministerium 1976/77. 1985 wurde er als Minister für Landwirtschaft, Forsten und Fischerei im zweiten Kabinett Nakasone erstmals Minister – eine Position, die er 1988 im Kabinett Takeshita erneut übernahm.

### Reformversuche in der LDP
Als Kakuei Tanaka in den Nachwehen des Lockheed-Skandals die Kontrolle über seine Faktion endgültig verloren hatte, ging daraus die Takeshita-Faktion hervor, in der Hata nun unter anderem neben Ichirō Ozawa, Ryūtarō Hashimoto und Keizō Obuchi zu den Führungspolitikern zählte, den sogenannten „Sieben Bugyō der Takeshita-Faktion“ (竹下派七奉行, Takeshita-ha nana bugyō). Ende der 1980er-Jahre führten neue Skandale und die Einführung der Mehrwertsteuer zu einem Umfragetief der LDP und einer ersten klaren Wahlniederlage bei der Sangiin-Wahl 1989. Auch in der Partei forderten erste Stimmen seiji kaikaku, „politische Reform“ insbesondere des Wahlrechts und der Parteienfinanzierung. Unter dem Parteivorsitzenden-Premierminister Toshiki Kaifu leitete Hata von 1990 bis 1991 einen Unterausschuss des Politikforschungsrates (PARC), der eine Neuordnung des Wahlrechts untersuchen sollte. Der Gesetzentwurf scheiterte 1991 am innerparteilichen Widerstand.

### Wegbereiter des Regierungswechsels
1991 wurde Hata Finanzminister im Kabinett Miyazawa, nachdem der als Reformer angetretene Kaifu zurückgetreten war. Ein Jahr später erschütterte der Sagawa-Kyūbin-Skandal die LDP, in dessen Folge die Faktionsführer Takeshita und Kanemaru zurücktraten. Die Entscheidung um die Nachfolge im Faktionsvorsitz entschied der erfahrene Keizō Obuchi für sich. Hata, Ozawa und ihre reformbereiten Anhänger verließen die Faktion und gründeten das Kaikaku Forum 21 (改革フォーラム21, „Reform Forum 21“; Hata-Faktion) unter Hatas Vorsitz. Bei einer Kabinettsumbildung im Dezember 1992 teilten sich die fünf etablierten Faktionen die wichtigen Ministerposten unter sich auf, die Hata-Faktion stellte nur zwei Behördenleiter.
Im Juni 1993 schließlich verwarf das Kabinett Miyazawa Pläne für politische Reformen. Hata und seine Anhänger stimmten daraufhin bei einem Misstrauensvotum mit der Opposition, die LDP hatte ihre Regierungsmehrheit verloren. Miyazawa rief nach dem erfolgreichen Votum Neuwahlen aus, für die Hata und Ozawa mit ihren Anhängern aus der LDP austraten und die Erneuerungspartei gründeten, die Hata als Vorsitzender führte. Bei der Shūgiin-Wahl 1993 konnte die LDP ihre absolute Mehrheit nicht zurückgewinnen und wurde durch eine breite Koalition aller bisherigen Oppositionsparteien außer den Kommunisten ersetzt. Die Erneuerungspartei war mit 55 Sitzen nun die zweitstärkste Regierungspartei.
Im Kabinett Hosokawa unter Premier Morihiro Hosokawa (Neue Japan-Partei) war Hata von 1993 bis 1994 stellvertretender Premierminister und Außenminister. Als Hosokawa bereits im April 1994 zurücktrat, wurde Hata am 25. April im Parlament zu seinem Nachfolger gewählt. Die Erneuerungspartei schloss sich mit Neuer Japan-Partei und Demokratisch-Sozialistischer Partei zu einer gemeinsamen Parlamentsfraktion namens Kaishin (改新, „Reform“) zusammen. Einen Tag später, noch vor Hatas formaler Ernennung zum Premierminister, erklärte die Sozialistische Partei Japans (SPJ) den Austritt aus der Regierungskoalition.

### Regierungszeit
Hatas Kabinett konnte sich wegen des Rückzugs der SPJ nicht auf eine Unterhausmehrheit stützen. Hauptaufgabe seiner Minderheitsregierung war der Haushalt für das bereits zum 1. April angebrochene Fiskaljahr 1994, der noch nicht im Parlament verabschiedet worden war. Nach der Verabschiedung des Haushalts im Juni 1994 trat das Kabinett zurück. Mit 64 Tagen im Amt war es das Kabinett mit der zweitkürzesten Amtszeit der Nachkriegszeit – kürzer währte nur das Kabinett Higashikuni, das Japan unmittelbar nach der Kapitulation 1945 regiert hatte. Die LDP kehrte durch eine Koalitionsvereinbarung mit der SPJ in die Regierung zurück.

### Neuformierung der Oppositionsparteien
Nach der Rückkehr der LDP an die Macht blieb Hata neben Ozawa ein Führungspolitiker der reformkonservativen Kräfte, die sich von der LDP abgewandt hatten. 1994 ging die Erneuerungspartei in der Neuen Fortschrittspartei NFP von Toshiki Kaifu auf. Dort war Hata bis 1996 einer von drei stellvertretenden Parteivorsitzenden. Die NFP löste die SPJ als größte Oppositionspartei ab, die nach ihrer Regierungsbeteiligung bei Wahlen auf die Größe einer Splitterpartei zurückfiel. Allerdings führte Ozawas Führungsstil zum Zerfall der NFP. Hata trat nach der wenig erfolgreichen Shūgiin-Wahl 1996 aus und gründete mit seinen Anhängern die Taiyōtō („Sonnenpartei“). 1998 wurde er Vorsitzender der Demokratischen Fortschrittspartei (Minseitō), die durch die Fusion mit zwei weiteren Gruppen aus der 1997 endgültig aufgelösten NFP entstanden war. Kurz darauf beteiligte die Minseitō sich mit der DPJ von Yukio Hatoyama und Naoto Kan und weiteren Gruppen an der Gründung der „neuen“ Demokratischen Partei. Hata war bis 2000 Generalsekretär, danach bis 2002 „Sondervorsitzender“ (tokubetsu-daihyō) der nun größten Oppositionspartei. Seit 2002 war er „höchster Berater“ (saikō komon) der DPJ.
Anhänger und Weggefährten Hatas sind in der DPJ im innerparteilich eher konservativ ausgerichteten „Forschungsrat für politische Strategie“ (政権戦略研究会, Seiken Senryaku Kenkyūkai) versammelt, der meist als Hata-Gruppe bezeichnet wird.
Zur Shūgiin-Wahl 2012 zog sich Hata aus der Politik zurück. Seinen Wahlkreis sollte für die DPJ zunächst sein Sohn Yūichirō übernehmen; aber das Verbot von Wahlkreis„erbschaften“ durch die Partei verhinderte dessen Kandidatur. Den Wahlkreis Nagano 3 konnte der ehemalige Präfekturparlamentspräsident Yoshiyuki Terashima mit knappem Stimmenvorsprung für die Demokratische Partei halten.
Hata starb am 28. August 2017 um 07:06 Uhr in seinem Wohnsitz im Alter von 82 Jahren an Senilität.

## Familie
Hatas Sohn Yūichirō (DP, Hata-Gruppe→KDP) war Abgeordneter im Sangiin, dem Oberhaus, für die Präfektur Nagano. Hatas jüngerer Sohn Jirō wurde nach dessen Tod Yūichirōs Nachfolger.

## Ehrungen
- 1993: Großkreuz des Ordens des Infanten Dom Henrique
- 2002: Großoffizier des Sterns von Rumänien
- 2013: Großkreuz des Ordens der Paulownienblüte[5]